# Earl Bostic
Eugene Earl Bostic (* 25. April 1913 in Tulsa, Oklahoma; † 28. Oktober 1965 in Rochester, New York State) war ein US-amerikanischer Altsaxophonist, Arrangeur und Komponist im Jazz und später im Rhythm and Blues und der Tanzmusik.
Am bekanntesten war Bostic für seinen markanten Alt-Saxophon-Sound. Außerdem spielte er Tenor-Saxophon, Flöte und Klarinette. Der romantische, aber auch zupackende Klang der Bostic-Band, üblicherweise in der Besetzung Gene Redd, Vibraphon; Fletcher Smith, Piano; Margo Gibson, Bass; Charles Walton, Schlagzeug und Alan Seltzer, Gitarre sowie Earl Bostic auf dem Alt-Saxophon war einer der unverkennbaren Sounds sowohl des Jazz wie auch des Rhythm and Blues. Seine Plattenaufnahmen waren in den 1950er-Jahren „Dauerbrenner“ in den Musikautomaten.

In Deutschland erschienen die Aufnahmen von King Records auf Odeon

Bostic genoss eine elementare Ausbildung als Musiker und erhielt von der Xavier Universität (New Orleans, Louisiana) eine Auszeichnung in Musik-Theorie. Er zog 1938 nach New York City und gründete eine Jazz-Combo. In den frühen 1940er-Jahren spielte er in der Band von Lionel Hampton. 1945 verließ er Hampton, gründete erneut eine Combo, mit der er für das Plattenlabel Majestic einige Aufnahmen machte. Der große Erfolg blieb allerdings aus, bis er 1948 beim Label Gotham in New York einen Vertrag abschloss und sich dem Rhythm and Blues zuwendete. Mit dem Musikstück Temptation hatte er unmittelbar Erfolg (US R&B-Charts #10).
Im Laufe der 1950er-Jahre nahm Bostic viel für das Label King Records aus Cincinnati auf, wo er zwei sehr erfolgreiche Singles herausbrachte: Sleep (US R&B Nr. 6) und 1951 seinen größten Erfolg Flamingo (US R&B Nummer 1). Die Interpretation des letzteren wurde zu seinem Markenzeichen. In den 1960er-Jahren nahm er für King Records etliche Alben auf, deren musikalischer Stil zunehmend in Richtung des Soul-Jazz tendierte.
Am 28. Oktober 1965 erlag er einem schweren Herzinfarkt während eines Auftritts in Rochester, NY.